# Плаващ фар
Плаващ фар или кораб фар е кораб, използван като морски фар.
Плаващите фарове са снабдени със сигнално оборудване и се закотвят на места, където изграждането на фар е невъзможно – например пред пясъчни плитчини, които представляват опасност за корабоплаването, но не са достатъчно устойчиви за изграждането на кула.
В наши дни са почти напълно изместени от усъвършенстваните методи за строеж на стационарни фарове и автоматични сигнални буйове. Някои са запазени като кораби музеи.
Плаващите фарове обикновено носят имената на плитчините, които охраняват, а имената им се изписват с големи бели букви на всеки борд.